# EF-491
A EF-491 é uma ferrovia de ligação, conhecida como Ferrovia do Trigo, nome adquirido nos tempos de sua construção na década de 1970. Está localizada no estado do Rio Grande do Sul, Brasil.
A ferrovia interliga o Tronco Principal Sul (EF-116) em Roca Sales com a Ferrovia Marcelino Ramos-Santa Maria em Passo Fundo.  O trecho inicial passa pelo Vale do Rio Taquari, passando pelos municípios de Roca Sales e Muçum. A partir de Muçum inicia a subida em direção a Guaporé, pelas encostas ao longo do Rio Guaporé, passando por Vespasiano Corrêa e Dois Lajeados. Este trecho é repleto de túneis e viadutos, sendo o maior deles o Viaduto do Exército (também conhecido como Viaduto 13). De Guaporé a Passo Fundo, o relevo é mais suave, passando ao longo da linha divisória de águas das bacias do Rio Guaporé e do Rio Carreiro e pelo Planalto rio-grandense, nos municípios de Serafina Corrêa, Casca, Santo Antônio do Palma, Gentil, Marau e Mato Castelhano.
Lista de pátios da EF-491, trecho Roca Sales-Passo Fundo :
| Pátio           | Código/Prefixo | Km      |
| --------------- | -------------- | ------- |
| Roca Sales      | NRO            | 0,000   |
| Muçum           | NMU            | 14,436  |
| Dois Lajeados   | NDL            | 41,603  |
| Guaporé         | NGP            | 60,677  |
| Serafina Corrêa | NSF            | 79,398  |
| Casca           | NKC            | 98,292  |
| Major Marques   | NMM            | 123,292 |
| Eng. Enzo Pinto | NEZ            | 142,194 |
| Passo Fundo     | NPF            | 156,414 |

Esta ferrovia está atualmente sob concessão da Rumo Logística, como parte da Malha Sul.
Esta ferrovia está danificada em vários trechos devido as enchentes.

## História
A Ferrovia do Trigo foi inaugurada em 7 de dezembro de 1978 pelo presidente Ernesto Geisel, e tinha uma linha regular de trem de passageiros entre Passo Fundo e Porto Alegre. A viagem era uma atração turística, pois o trem furava montanhas e saltava vales e canhadas da estrada de ferro, que possui 26 pontes e viadutos e 34 túneis. Desses, 21 estão entre Guaporé e Muçum – sendo que, neste trecho, está o Número 13, também conhecido como Viaduto do Exército. Com 509 metros de comprimento e 143 metros de altura, sendo o maior viaduto ferroviário da América Latina, e um dos mais altos do mundo.
Inicialmente sua construção foi orientada pelo Departamento Nacional de Estradas de Ferro (DNEF) e pela Viação Férrea do Rio Grande do Sul (VFRGS). A partir de 1971, após período de obras paralisadas, o comando das obras passou para o Exército Brasileiro, através do 1º Batalhão Ferroviário de Lages, em parceria com o Ministério dos Transportes, através da Rede Ferroviária Federal (RFFSA), juntamente com empreiteiras. 